# متحف قصر العين
متحف قصر الشيخ زايد يعود تاريخ بناء قصر الشيخ زايد بن سلطان آل نهيان،، إلى العام 1937، وقد تم تحويله إلى متحف وفتحه للجمهور في عام 2001، غير أن المتحف لا يضم مجموعة كبيرة من الصور الفوتوغرافية أو المعروضات بسبب أمر من رئيس دولة الإمارات الشيخ زايد بأن يكون القصر الأميري وأماكن الإقامة الخاصة انعكاسا خالصا لثقافة البلاد قبل التحول الهائل الذي شهدته في سنوات ما بعد اكتشاف النفط.

## المبنى
وكان المبنى الأصلي يشتمل على إقامة خاصة للحاكم وعائلته داخل مجمع من الفناءات. وكان القصر محل إقامة الشيخ زايد في العين بين سنة 1937 و 1966. ويتميز المبنى بالأناقة والبساطة والحدائق المنعشة والمنعزلة وأشجار النخيل الخلابة في الناحية الغربية لواحة العين، الأمر الذي يوفر استقبالا راسخا في ذاكرة أولئك الذين سافروا عبر الصحراء القاسية المحيطة بالمكان.
أما الفناءات الخارجية للمبنى، فتحتوي على مجالس كثيرة كان يستقبل فيها الشيخ وجهاء المنطقة والزوار الأجانب. وفيما تم تأثيث المناطق الجانبية المخصصة للزوار المحليين بالشكل التقليدي باستخدام الوسائد الأرضية، تتميز مناطق استضافة الأجانب بالطابع الغربي. كما تم تخصيص مساحات منفصلة للسيدات لاستقبال ضيفات حرم الشيخ. وبمقربة من أماكن الاستقبال، توجد غرفة لإعداد القهوة التي تضمن السرعة في خدمة الضيوف من خلال تقديم كل أنواع المشروبات والتمور والطعام وفق العادات العربية. أما المطبخ الرئيسي وغرفة التخزين، فتوجد في الفناء الداخلي بمحاذاة البئر.
أما نموذج الخيمة الكبيرة لساحة القصر المعروضة في المتحف، فهي تمثل الارتباط الكبير والدائم مع الحياة البدوية الأصيلة. وقد كان الشيخ زايد يفتخر باستقبال ضيوفه في هذه الخيمة وفق تقاليد حسن الضيافة والكرم العربية. ومن الرموز الأخرى لالتزام الشيخ زايد تجاه شعبه، يضم المتحف نموذج سيارة «اللاندروفر» التي طالما جال فيها الشيخ في الصحراء لزيارة القبائل والاطلاع على أحوالهم وظروفهم.

## الصور
يحتوي المتحف على العديد من صور العائلة الحاكمة وشجرة العائلة التي توضح الأصول العريقة لسلالة الشيخ، بالإضافة إلى غرفة الدراسة التي تحتوي على مجموعة من الطاولات وسبورة قديمة والتي كان يتم فيها تدريس أبناء العائلة الحاكمة وتعليمهم على يد مدرسين خصوصيين، فيما تم تخصيص غرفة أخرى لتعلم القرآن الكريم.
من الناحية الهندسية، يتميز قصر الشيخ زايد بالعديد من الخصائص المعمارية التي نجدها في أهم المباني التاريخية في دولة الإمارات العربية المتحدة. وخلال عملية ترميم القصر، تم إضافة برجين في كلا جانبي المدخل الرئيسي والذين تم بنائهما على غرار برج قلعة الجاهلي المتعدد الطوابق. أما البوابة الخارجية الكبيرة فهي الممر الذي من خلاله يترك الزوار وراءهم صخب الحياة المدينة العصرية.

## التبريد
وفي زمن لم يكن فيه تكييف الهواء معروفا، كان يتم تبريد المباني من خلال شرفات عريضة ومربعة لتظليل الغرف الرئيسية ونوافذ مصنوعة من الحجر أو من الخشب المثقب التي تسمح بمرور الهواء البارد. إن الطابع البسيط والعملي لمباني القصر إلى جانب ألوانها والمواد الأولية المستخدمة تبعث تأثيرا مريحا وجميلا بالغا على نفوس الزوار.

## معرض الصور

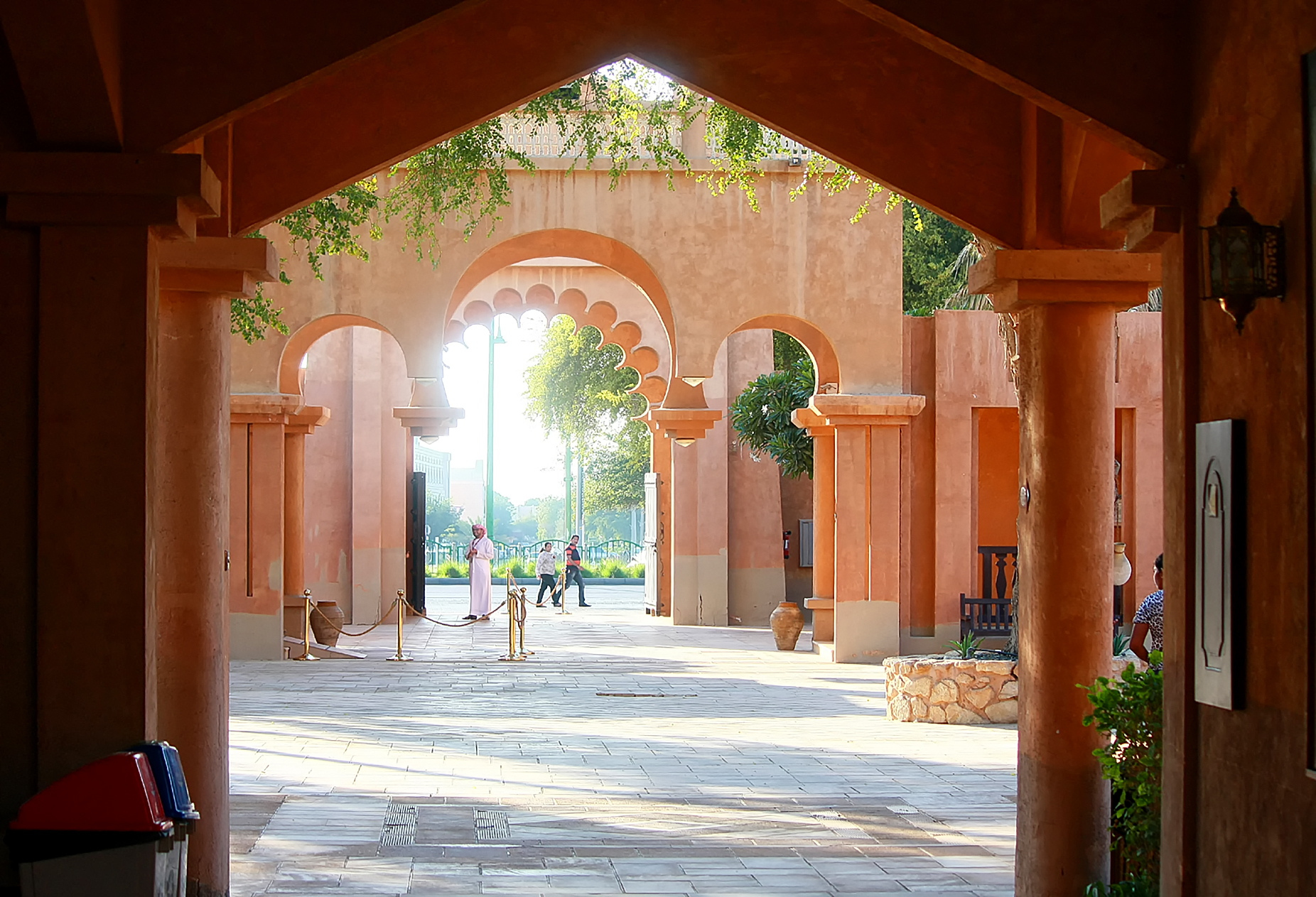
بوابة قصر العين
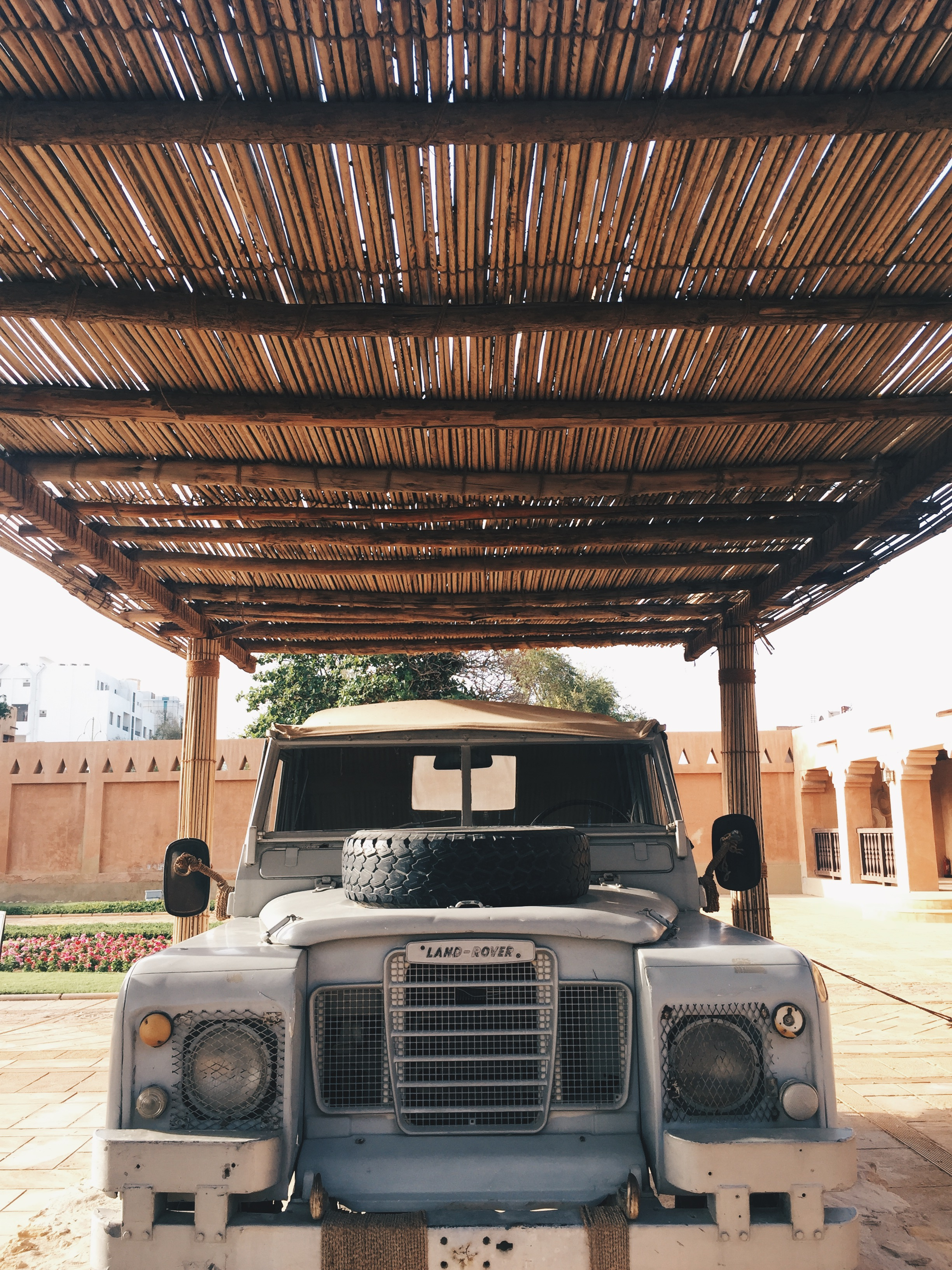
نموذج سيارة «اللاندروفر» الخاصة بالشيخ
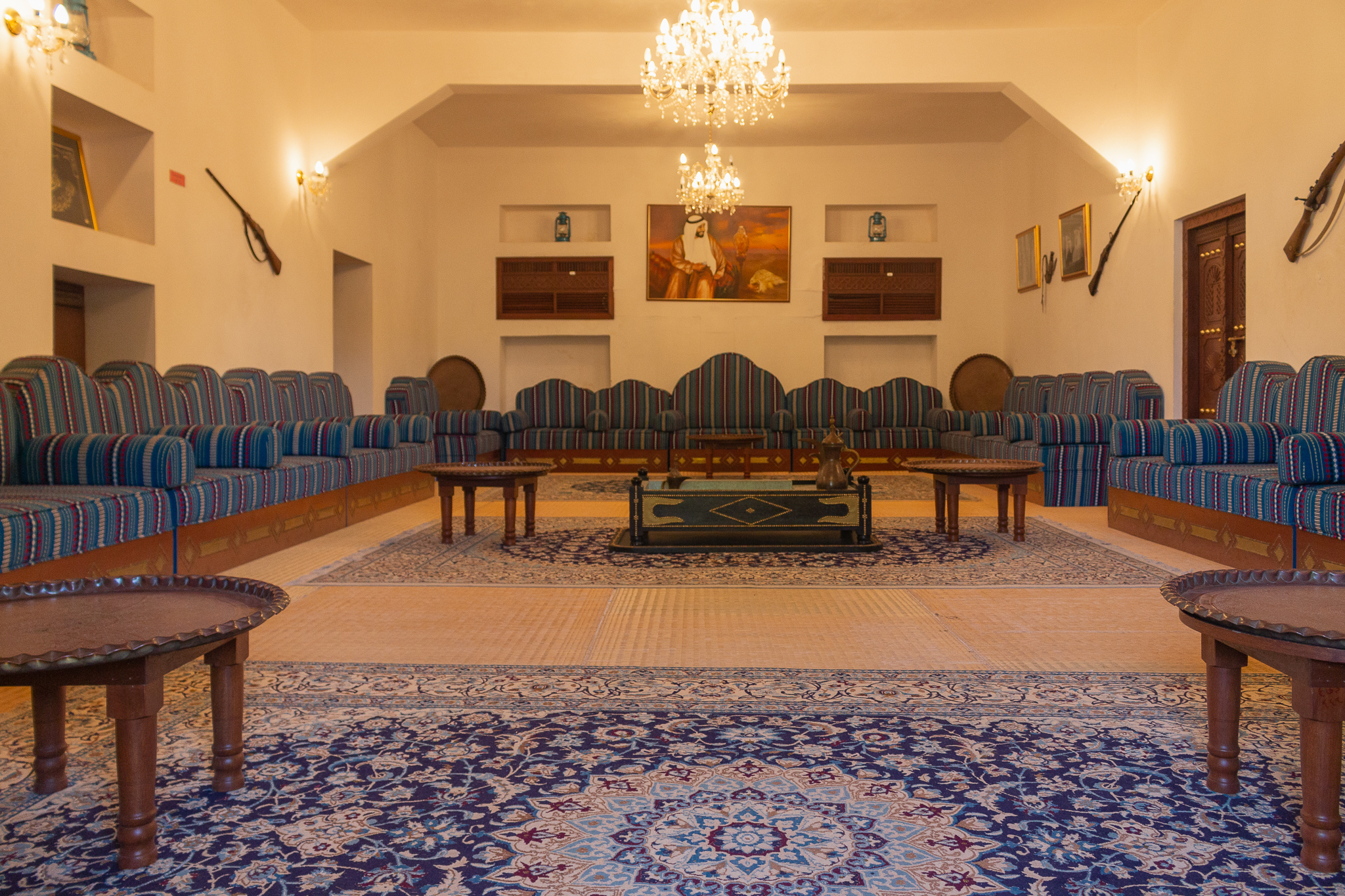
المجلس الكبير
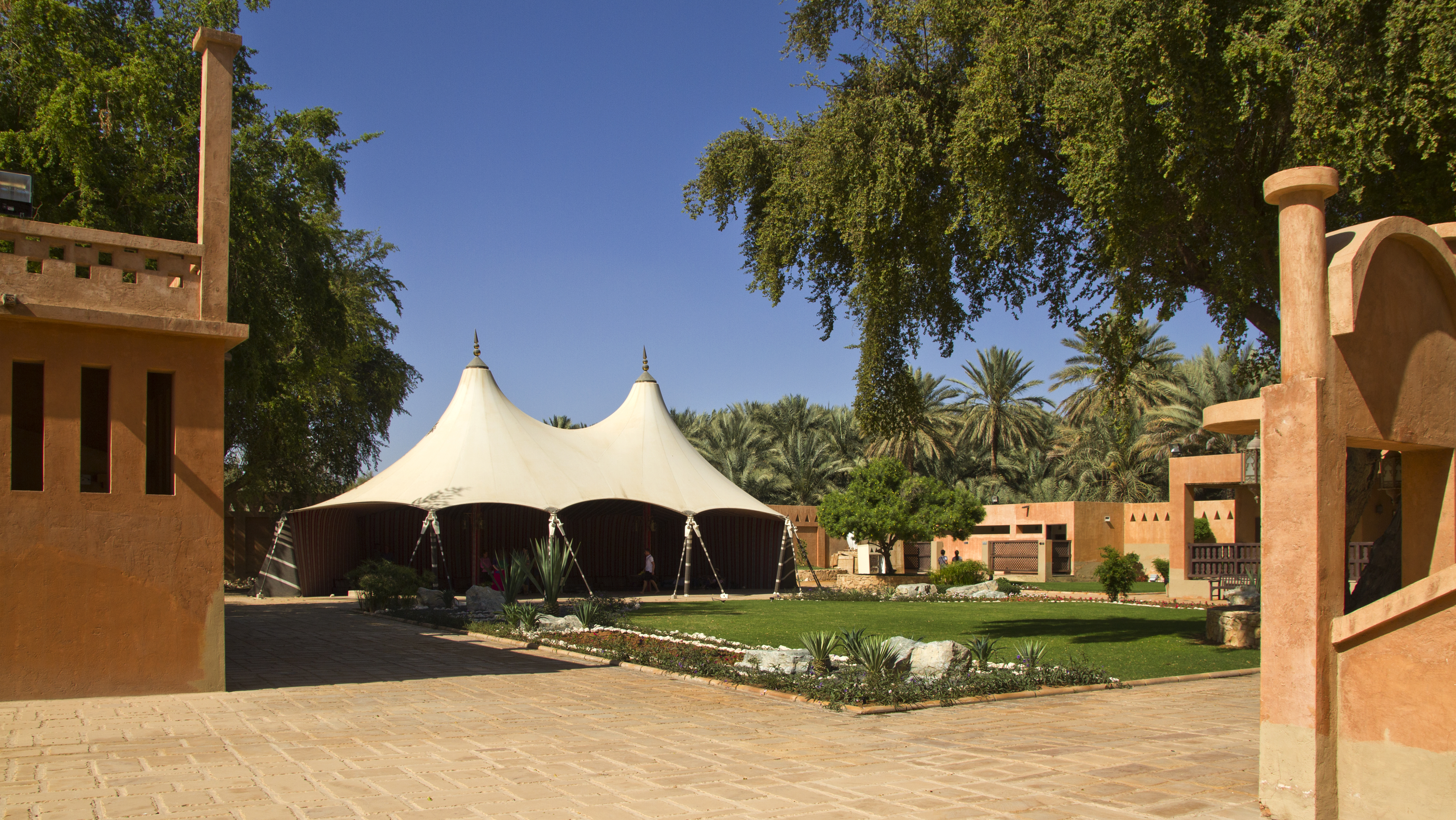
نموذج الخيمة الكبيرة
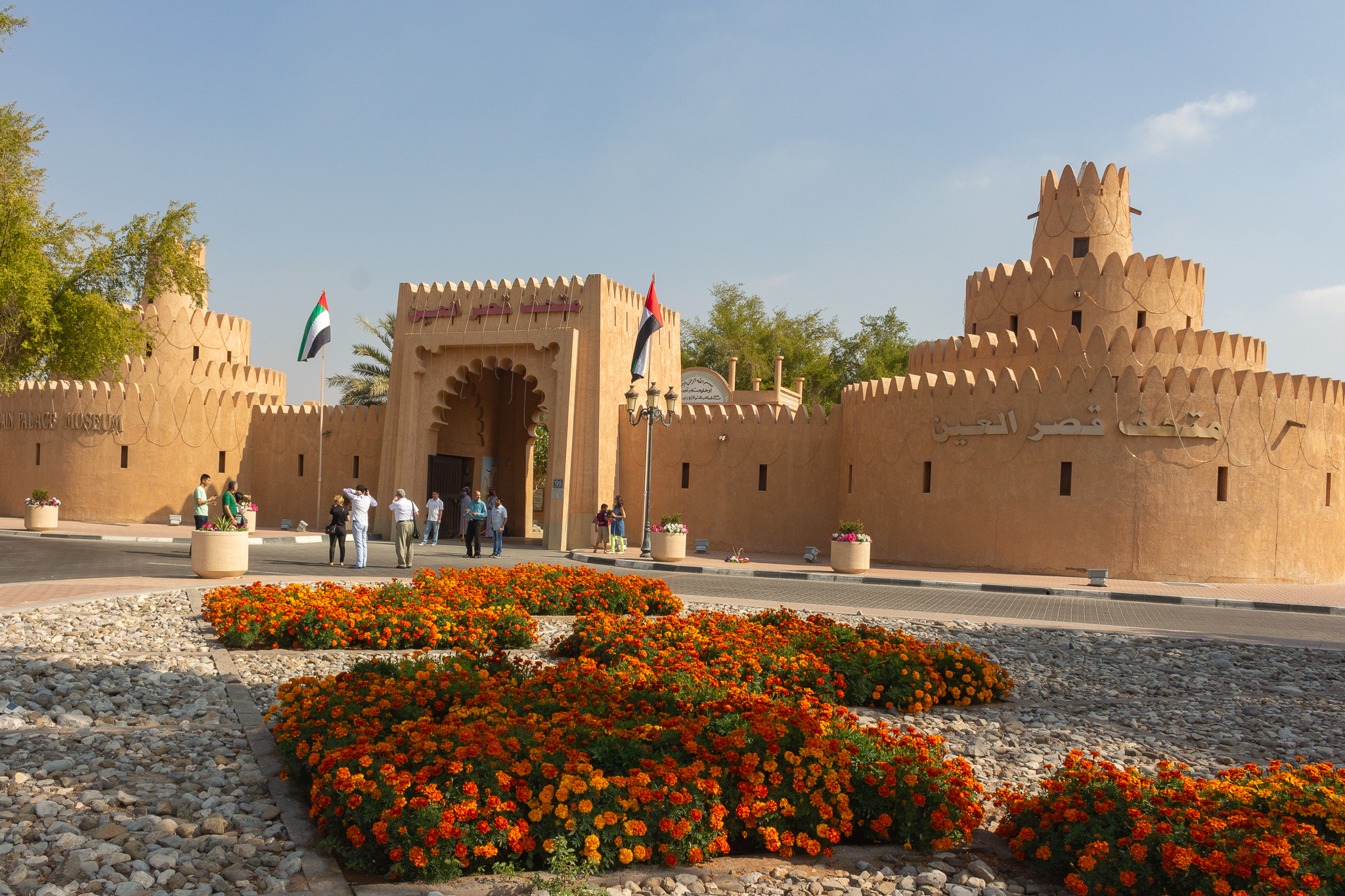
فناء القصر
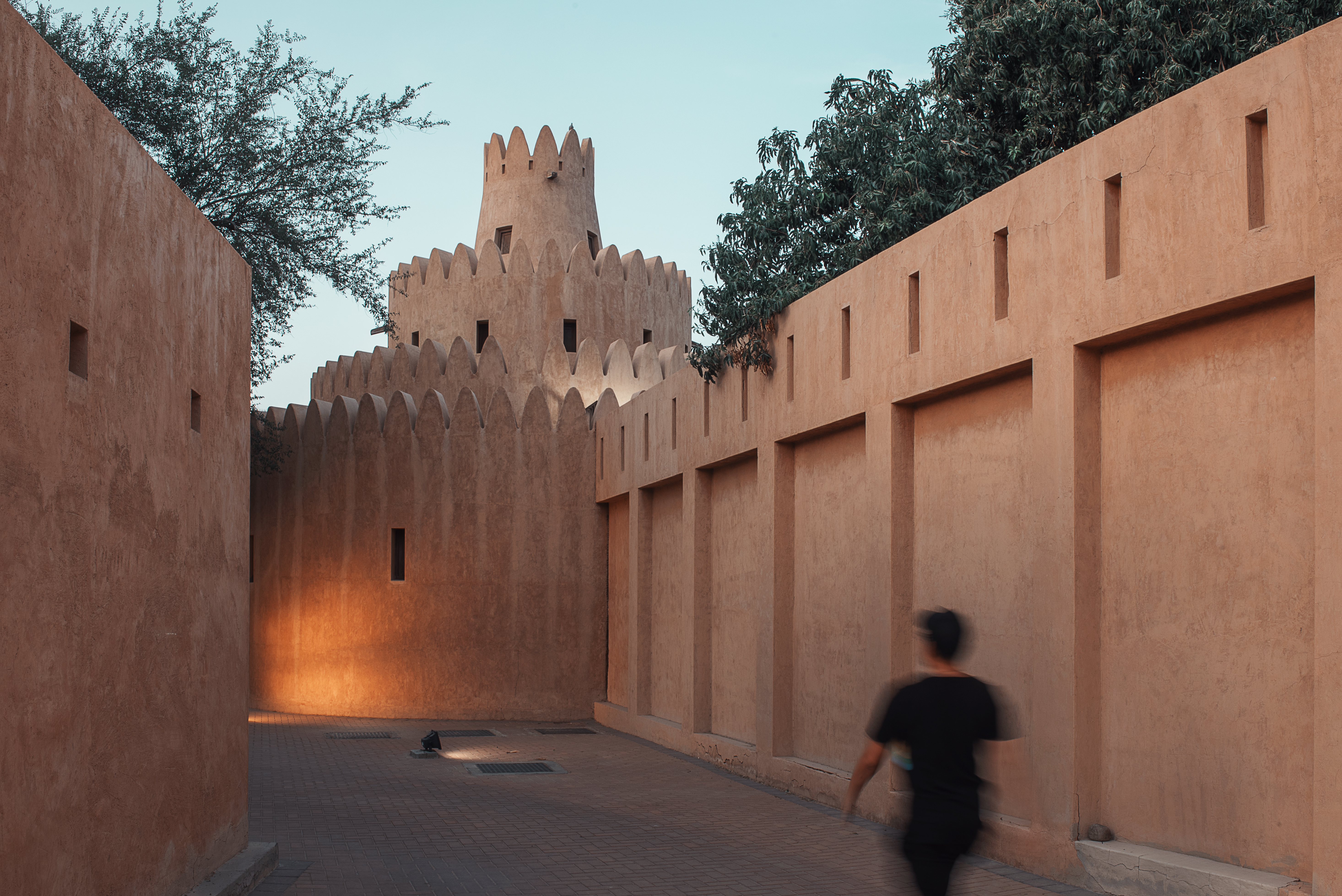
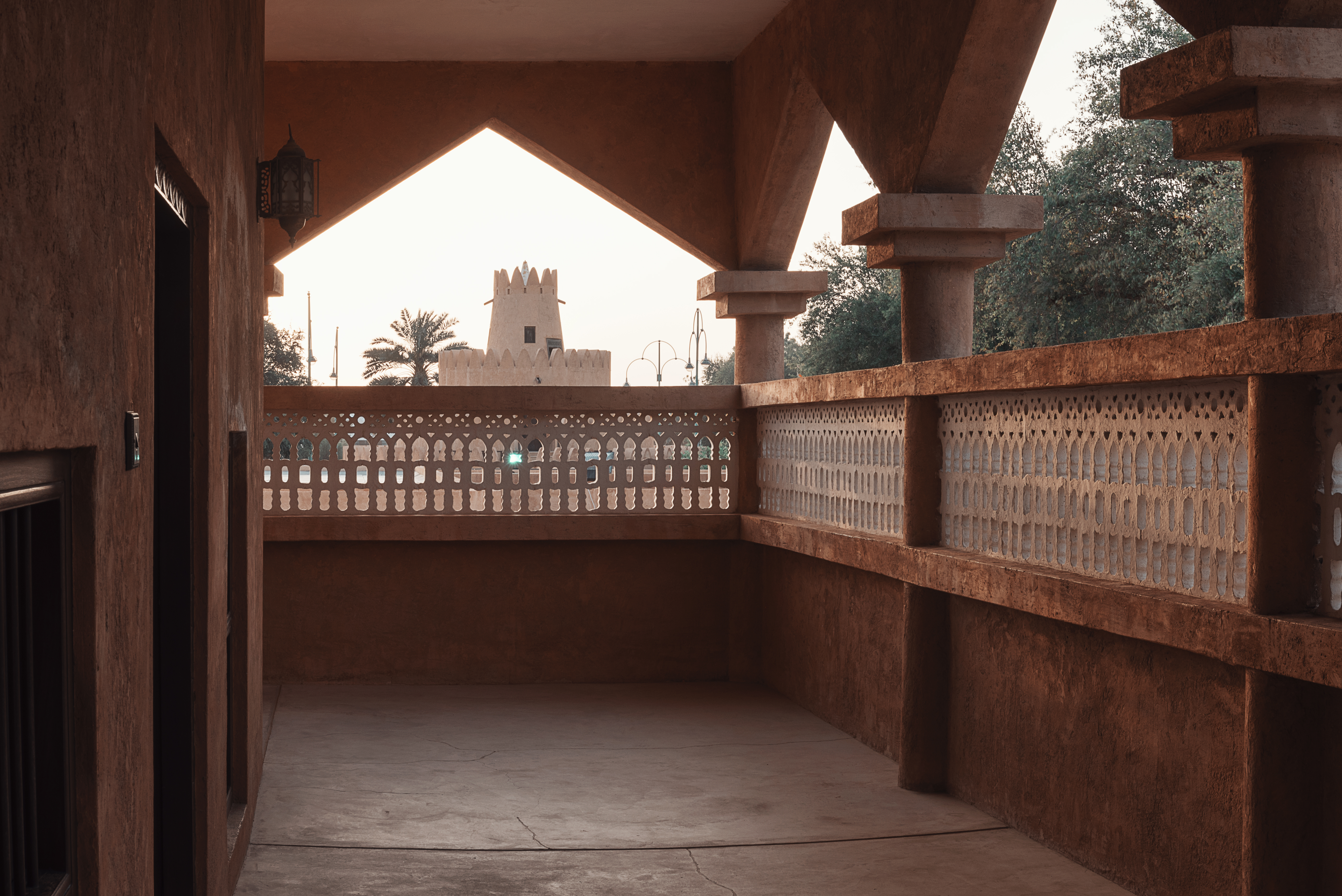
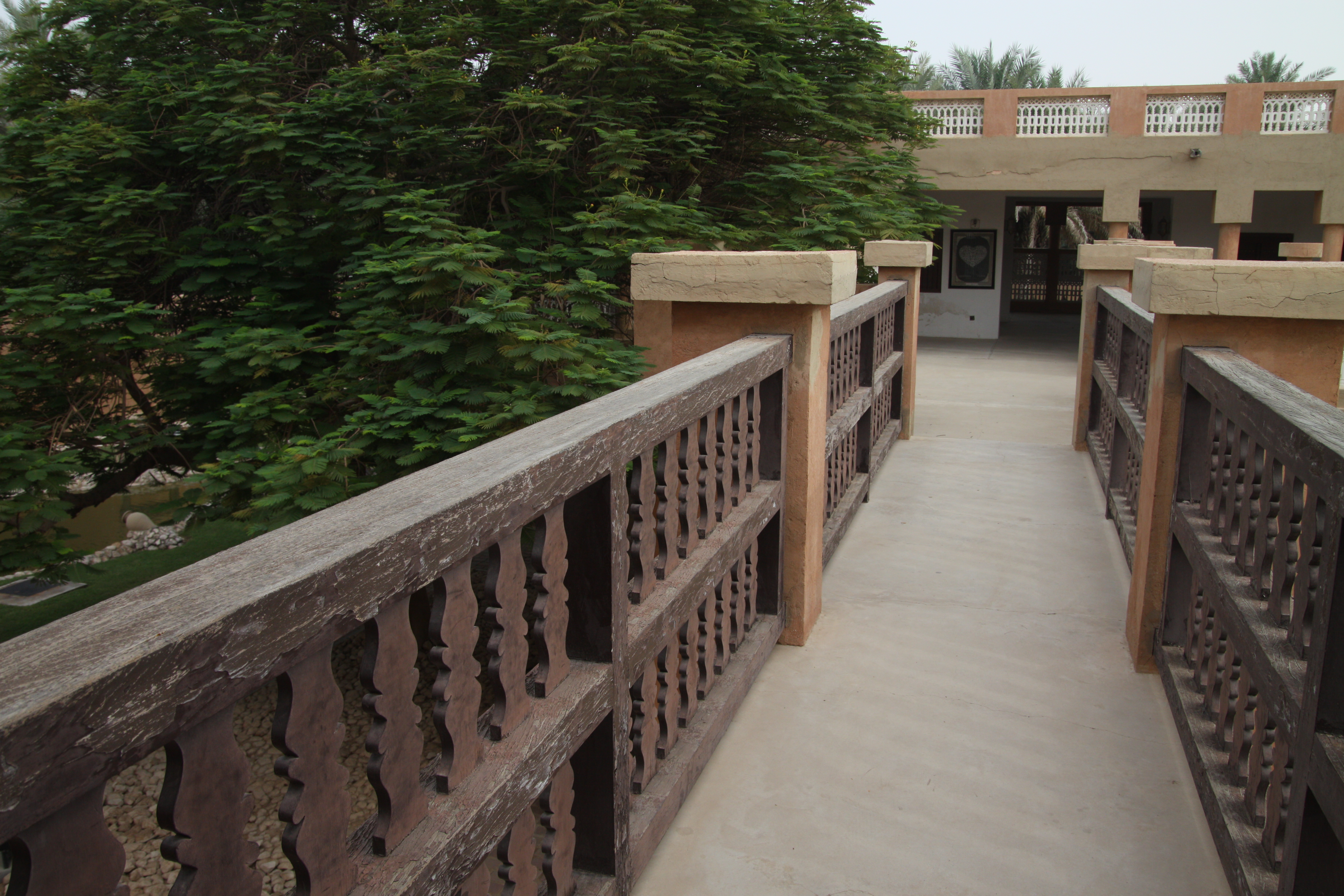
الجسر الفاصل بين مكان اقامة الرجال والنساء
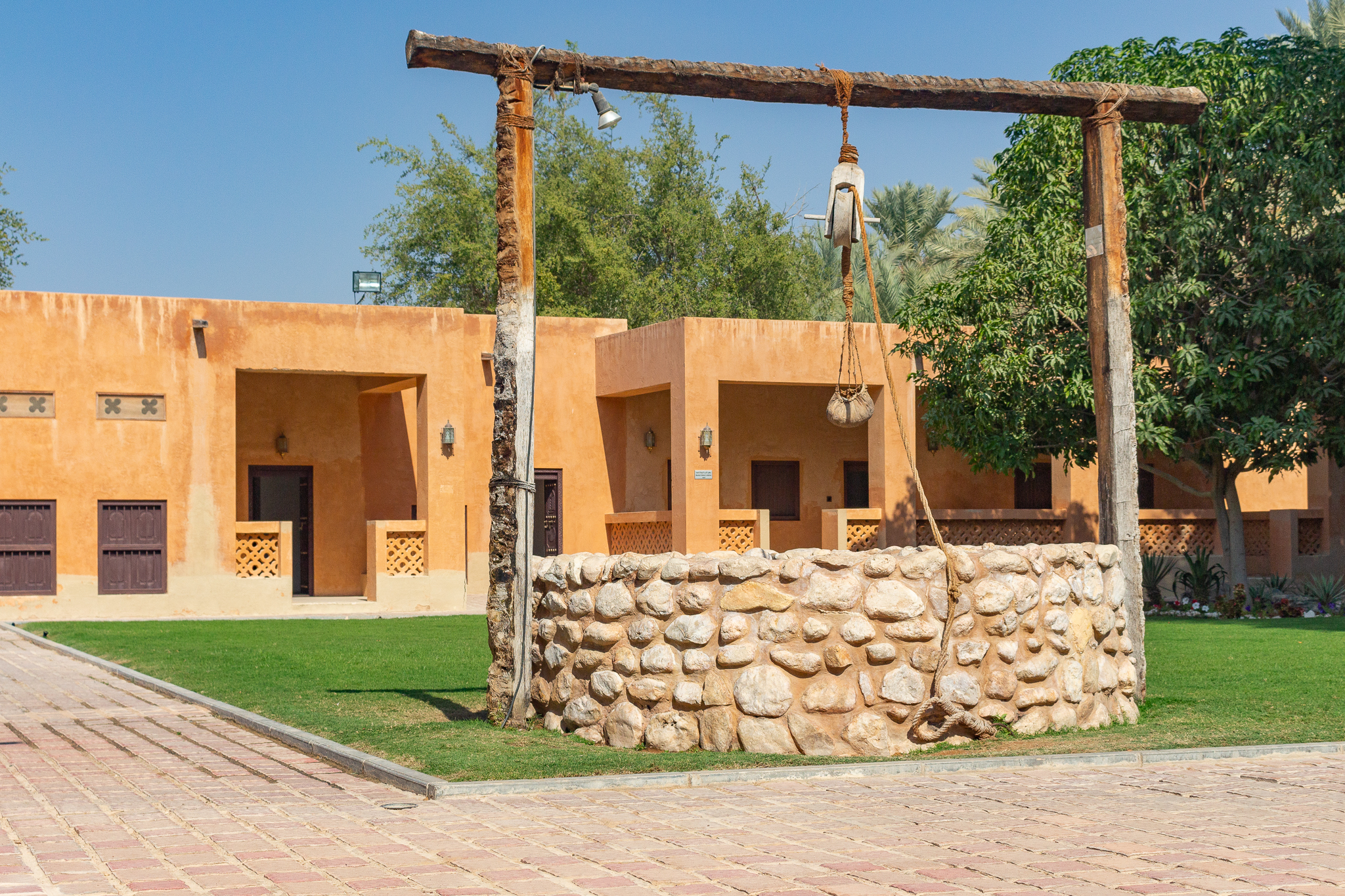
البئر
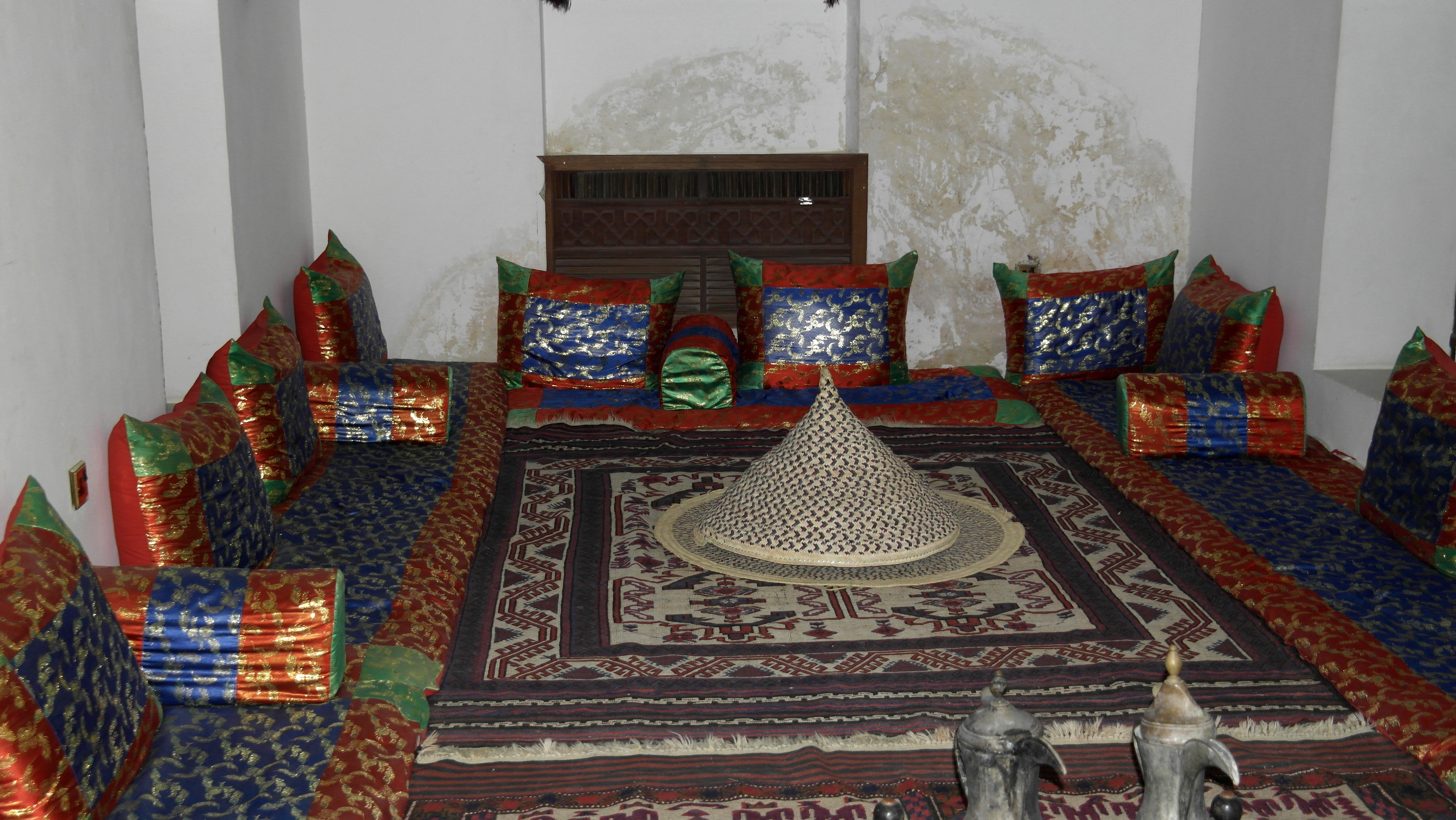
مجلس

## روابط خارجية
جولة في متحف قصر العين